# Ancylolomia simplella
Ancylolomia simplella là một loài bướm đêm trong họ Crambidae.